# Double hommes de badminton aux Jeux olympiques d'été de 2020
Pour un article plus général, voir Badminton aux Jeux olympiques d'été de 2020.
Navigation
Rio 2016 Paris 2024
Le tournoi de double hommes de badminton aux Jeux olympiques d'été de 2020 de Tokyo se déroule au Musashino Forest Sports Plaza du 24 au 31 juillet 2021.

## Résumé
Lors de la phase de groupes, la hiérarchie est respectée puisque les têtes de série se qualifient en terminant toutes premières de leur groupes respectifs, s'assurant ainsi un quart de finale contre un deuxième.
Lors des quarts de finale, les indonésiens Marcus Fernaldi Gideon / Kevin Sanjaya Sukamuljo (no 1) et les japonais Hiroyuki Endo / Yuta Watanabe sont éliminés.
Le titre est remporté par la paire taïwanaise Lee Yang et Wang Chi-lin qui offre ainsi la première médaille d'or en badminton à son pays.

## Format de la compétition
La compétition se déroule en 2 parties : une phase de poule et, à l'issue de celle-ci, une série de matches à élimination directe jusqu'à la finale.

## Têtes de séries
| N° | Joueurs                                                | Résultat          | Élimination par           |
| -- | ------------------------------------------------------ | ----------------- | ------------------------- |
| 1  | Marcus Fernaldi Gideon / Kevin Sanjaya Sukamuljo (INA) | 1/4 de finale     | Aaron Chia / Soh Wooi Yik |
| 2  | Mohammad Ahsan / Hendra Setiawan (INA)                 | Demi-finale       | Lee Yang / Wang Chi-lin   |
| 3  | Li Junhui / Liu Yuchen (CHN)                           | Médaille d'argent | Lee Yang / Wang Chi-lin   |
| 4  | Hiroyuki Endo / Yuta Watanabe (JPN)                    | 1/4 de finale     | Lee Yang / Wang Chi-lin   |

## Phase de groupes
- Les deux premiers de chaque groupe sont qualifiés pour les quarts de finale.

| Cl. | Équipe                                                 | Pts | J | G | P | SG | SP | PG  | PP  |
| --- | ------------------------------------------------------ | --- | - | - | - | -- | -- | --- | --- |
| 1   | Marcus Fernaldi Gideon / Kevin Sanjaya Sukamuljo (INA) | 2   | 3 | 2 | 1 | 5  | 2  | 140 | 108 |
| 2   | Lee Yang / Wang Chi-lin (TPE)                          | 2   | 3 | 2 | 1 | 5  | 3  | 161 | 151 |
| 3   | Satwiksairaj Rankireddy / Chirag Shetty (IND)          | 2   | 3 | 2 | 1 | 4  | 3  | 131 | 140 |
| 4   | Ben Lane / Sean Vendy (GBR)                            | 0   | 3 | 0 | 3 | 0  | 6  | 93  | 126 |

| 24 juillet | Marcus Fernaldi Gideon Kevin Sanjaya Sukamuljo | 21-15, 21-11        | Ben Lane Sean Vendy                   |
| 24 juillet | Lee Yang Wang Chi-lin                          | 16-21, 21-16, 25-27 | Satwiksairaj Rankireddy Chirag Shetty |
| 26 juillet | Lee Yang Wang Chi-lin                          | 21-17, 21-14        | Ben Lane Sean Vendy                   |
| 26 juillet | Marcus Fernaldi Gideon Kevin Sanjaya Sukamuljo | 21-13, 21-12        | Satwiksairaj Rankireddy Chirag Shetty |
| 27 juillet | Marcus Fernaldi Gideon Kevin Sanjaya Sukamuljo | 18-21, 21-15, 17-21 | Lee Yang Wang Chi-lin                 |
| 27 juillet | Satwiksairaj Rankireddy Chirag Shetty          | 21-17, 21-19        | Ben Lane Sean Vendy                   |

| Cl. | Équipe                                         | Pts | J | G | P | SG | SP | PG  | PP  |
| --- | ---------------------------------------------- | --- | - | - | - | -- | -- | --- | --- |
| 1   | Hiroyuki Endo / Yuta Watanabe (JPN)            | 3   | 3 | 3 | 0 | 6  | 0  | 126 | 73  |
| 2   | Kim Astrup / Anders Skaarup Rasmussen (DEN)    | 2   | 3 | 2 | 1 | 4  | 2  | 110 | 90  |
| 3   | Vladimir Ivanov / Ivan Sozonov (ROC)           | 1   | 3 | 1 | 2 | 2  | 4  | 111 | 102 |
| 4   | Godwin Olofua / Anuoluwapo Juwon Opeyori (NGR) | 0   | 3 | 0 | 3 | 0  | 6  | 44  | 126 |

| 24 juillet | Kim Astrup Anders Skaarup Rasmussen | 21-13, 21-18 | Vladimir Ivanov Ivan Sozonov           |
| 24 juillet | Hiroyuki Endo Yuta Watanabe         | 21-2, 21-7   | Godwin Olofua Anuoluwapo Juwon Opeyori |
| 25 juillet | Hiroyuki Endo Yuta Watanabe         | 21-19, 21-19 | Vladimir Ivanov Ivan Sozonov           |
| 26 juillet | Kim Astrup Anders Skaarup Rasmussen | 21-7, 21-10  | Godwin Olofua Anuoluwapo Juwon Opeyori |
| 27 juillet | Hiroyuki Endo Yuta Watanabe         | 21-14, 21-12 | Kim Astrup Anders Skaarup Rasmussen    |
| 27 juillet | Vladimir Ivanov Ivan Sozonov        | 21-8, 21-10  | Godwin Olofua Anuoluwapo Juwon Opeyori |

| Cl. | Équipe                              | Pts | J | G | P | SG | SP | PG  | PP  |
| --- | ----------------------------------- | --- | - | - | - | -- | -- | --- | --- |
| 1   | Li Junhui / Liu Yuchen (CHN)        | 3   | 3 | 3 | 0 | 6  | 0  | 126 | 83  |
| 2   | Takeshi Kamura / Keigo Sonada (JPN) | 2   | 3 | 2 | 1 | 4  | 2  | 114 | 77  |
| 3   | Mark Lamsfuß / Marvin Seidel (GER)  | 1   | 3 | 1 | 2 | 2  | 4  | 90  | 110 |
| 4   | Phillip Chew / Ryan Chew (USA)      | 0   | 3 | 0 | 3 | 0  | 6  | 66  | 126 |

| 24 juillet | Li Junhui Liu Yuchen        | 21-9, 21-17  | Phillip Chew Ryan Chew      |
| 24 juillet | Takeshi Kamura Keigo Sonada | 21-13, 21-8  | Mark Lamsfuß Marvin Seidel  |
| 25 juillet | Li Junhui Liu Yuchen        | 21-14, 21-13 | Mark Lamsfuß Marvin Seidel  |
| 26 juillet | Takeshi Kamura Keigo Sonada | 21-11, 21-3  | Phillip Chew Ryan Chew      |
| 27 juillet | Li Junhui Liu Yuchen        | 21-14, 21-16 | Takeshi Kamura Keigo Sonada |
| 27 juillet | Mark Lamsfuß Marvin Seidel  | 21-10, 21-16 | Phillip Chew Ryan Chew      |

| Cl. | Équipe                                 | Pts | J | G | P | SG | SP | PG  | PP  |
| --- | -------------------------------------- | --- | - | - | - | -- | -- | --- | --- |
| 1   | Mohammad Ahsan / Hendra Setiawan (INA) | 3   | 3 | 3 | 0 | 6  | 1  | 145 | 109 |
| 2   | Aaron Chia / Soh Wooi Yik (MAS)        | 2   | 3 | 2 | 1 | 4  | 2  | 122 | 107 |
| 3   | Choi Sol-gyu / Seo Seung-jae (KOR)     | 1   | 3 | 1 | 2 | 3  | 4  | 130 | 128 |
| 4   | Jason Ho-shue / Nyl Yakura (CAN)       | 0   | 3 | 0 | 3 | 0  | 6  | 73  | 125 |

| 24 juillet | Mohammad Ahsan Hendra Setiawan | 21-12, 21-11        | Jason Ho-shue Nyl Yakura   |
| 24 juillet | Choi Sol-gyu Seo Seung-jae     | 22-24, 15-21        | Aaron Chia Soh Wooi Yik    |
| 25 juillet | Choi Sol-gyu Seo Seung-jae     | 21-14, 21-8         | Jason Ho-shue Nyl Yakura   |
| 26 juillet | Mohammad Ahsan Hendra Setiawan | 21-16, 21-19        | Aaron Chia Soh Wooi Yik    |
| 27 juillet | Mohammad Ahsan Hendra Setiawan | 21-12, 19-21, 21-18 | Choi Sol-gyu Seo Seung-jae |
| 27 juillet | Aaron Chia Soh Wooi Yik        | 21-15, 21-13        | Jason Ho-shue Nyl Yakura   |

## Phase à élimination directe
|  |                          |                  |                        |                 |                  |    |    |             |                |                               |                               |                               |                               |                               |                  |        |        |        |        |  |  |
|  | Quart de finale          | Quart de finale  | Quart de finale        | Quart de finale | Quart de finale  |    |    | Demi-finale | Demi-finale    | Demi-finale                   | Demi-finale                   | Demi-finale                   |                               |                               | Finale           | Finale | Finale | Finale | Finale |  |  |
|  | 29 juillet               |                  |                        |                 |                  |    |    |             |                |                               |                               |                               |                               |                               |                  |        |        |        |        |  |  |
|  |                          |                  |                        |                 |                  |    |    |             |                |                               |                               |                               |                               |                               |                  |        |        |        |        |  |  |
|  | Gideon / Sukamuljo (INA) | (1)              | 14                     | 17              |                  |    |    |             |                |                               |                               |                               |                               |                               |                  |        |        |        |        |  |  |
|  | Gideon / Sukamuljo (INA) | (1)              | 14                     | 17              | 30 juillet       |    |    |             |                |                               |                               |                               |                               |                               |                  |        |        |        |        |  |  |
|  | Chia / Soh (MAS)         |                  | 21                     | 21              |                  |    |    |             |                |                               |                               |                               |                               |                               |                  |        |        |        |        |  |  |
|  | Chia / Soh (MAS)         | Chia / Soh (MAS) | 21                     | 21              |                  | 22 | 13 |             |                |                               |                               |                               |                               |                               |                  |        |        |        |        |  |  |
|  |                          |                  |                        |                 |                  | 22 | 13 |             |                |                               |                               |                               |                               |                               |                  |        |        |        |        |  |  |
|  |                          |                  | Li / Liu (CHN)         | (3)             | 24               | 21 |    |             |                |                               |                               |                               |                               |                               |                  |        |        |        |        |  |  |
|  | Li / Liu (CHN)           | (3)              | Li / Liu (CHN)         | (3)             | 24               | 21 | 12 | 21          | 21             |                               |                               |                               |                               |                               |                  |        |        |        |        |  |  |
|  | Li / Liu (CHN)           | (3)              |                        |                 |                  |    | 12 | 21          | 21             | 31 juillet                    |                               |                               |                               |                               |                  |        |        |        |        |  |  |
|  | Astrup / Rasmussen (DEN) |                  | 21                     | 14              | 19               |    |    |             |                |                               |                               |                               |                               |                               |                  |        |        |        |        |  |  |
|  | Astrup / Rasmussen (DEN) |                  |                        |                 |                  |    |    |             | Li / Liu (CHN) | (3)                           | 18                            | 12                            |                               |                               |                  |        |        |        |        |  |  |
|  |                          |                  |                        |                 |                  |    |    |             | Li / Liu (CHN) | (3)                           | 18                            | 12                            |                               |                               |                  |        |        |        |        |  |  |
|  |                          | Lee / Wang (TPE) |                        | 21              | 21               |    |    |             |                |                               |                               |                               |                               |                               |                  |        |        |        |        |  |  |
|  | Lee / Wang (TPE)         | Lee / Wang (TPE) |                        | 21              | 21               | 21 | 21 |             |                |                               |                               |                               |                               |                               |                  |        |        |        |        |  |  |
|  | Lee / Wang (TPE)         |                  |                        |                 |                  |    | 21 |             |                |                               |                               |                               |                               |                               |                  |        |        |        |        |  |  |
|  | Endo / Watanabe (JPN)    | (4)              | 16                     | 19              |                  |    |    |             |                |                               |                               |                               |                               |                               |                  |        |        |        |        |  |  |
|  | Endo / Watanabe (JPN)    | (4)              | 16                     | 19              | Lee / Wang (TPE) |    | 21 | 21          |                |                               |                               |                               |                               |                               |                  |        |        |        |        |  |  |
|  |                          |                  |                        |                 |                  |    | 21 | 21          |                |                               |                               |                               |                               |                               |                  |        |        |        |        |  |  |
|  |                          |                  | Ahsan / Setiawan (INA) | (2)             | 11               | 10 |    |             |                | Match pour la troisième place | Match pour la troisième place | Match pour la troisième place | Match pour la troisième place | Match pour la troisième place |                  |        |        |        |        |  |  |
|  | Kamura / Sonada (JPN)    |                  | Ahsan / Setiawan (INA) | (2)             | 11               | 10 | 14 | 21          | 9              | Match pour la troisième place | Match pour la troisième place | Match pour la troisième place | Match pour la troisième place | Match pour la troisième place |                  |        |        |        |        |  |  |
|  | Kamura / Sonada (JPN)    |                  |                        |                 |                  |    | 14 | 21          | 9              | 31 juillet                    |                               |                               |                               |                               |                  |        |        |        |        |  |  |
|  | Ahsan / Setiawan (INA)   | (2)              | 21                     | 16              | 21               |    |    |             |                |                               |                               |                               |                               |                               |                  |        |        |        |        |  |  |
|  | Ahsan / Setiawan (INA)   | (2)              | 21                     | 16              | 21               |    |    |             |                |                               |                               |                               |                               |                               | Chia / Soh (MAS) |        | 17     | 21     | 21     |  |  |
|  |                          |                  |                        |                 |                  |    |    |             |                |                               |                               |                               |                               |                               | Chia / Soh (MAS) |        | 17     | 21     | 21     |  |  |
|  | Ahsan / Setiawan (INA)   | (2)              | 21                     | 17              | 14               |    |    |             |                |                               |                               |                               |                               |                               |                  |        |        |        |        |  |  |